# رينيه كلود
رينيه كلود هي ممثلة كندية، ولدت في 3 يوليو 1939 في مونتريال في كندا، وتوفيت بنفس المكان في 12 مايو 2020 بسبب مرض فيروس كورونا 2019.

## وصلات خارجية
- الموقع الرسمي
- رينيه كلود على موقع IMDb (الإنجليزية)
- رينيه كلود على موقع ميوزك برينز (الإنجليزية)
- رينيه كلود على موقع ديسكوغز (الإنجليزية)
- رينيه كلود على موقع قاعدة بيانات الفيلم (الإنجليزية)